# Adalhard de Paris
Adalhard de Paris (v. 830 - ap. 890) comte du palais, comte de Paris.

## Biographie
Adalhard de Paris est le fils du comte Wulfhard de Flavigny et de Suzanne de Paris, fille aînée du comte Bégon de Paris.
Vers 882, il succède comme comte de Paris à son oncle Leuthard II de Paris, fils du comte Bégon de Paris.
Il a pour enfants :
- Wulfhard de Flavigny, (v. 855 - v. 893), abbé laïc de Flavigny, chancelier d'Empire ;
- Adélaïde de Paris (855/860 - v. 901) qui épouse le roi Louis II de France dont naît le futur roi Charles III de France.

Conrad Ier de Bourgogne de la Maison Welfs lui succède comme comte de Paris.